# 巴西科技創新及通訊部
巴西科技創新及通訊部（葡萄牙語：Ministério da Ciência, Tecnologia e Inovações，MCTI）是巴西於1985年3月15日成立的一個文職政府部門，負責协调巴西的科学、技术和创新活动。該部門由巴西科技創新及通訊部部長领导。